# Dijalektološki atlas
Dijalektološki atlas je mapa određene oblasti koja pokazuje distribuciju određenih fonoloških, morfoloških, leksičkih ili drugih karakteristika dijalekta predstavljene oblasti. To je jedan od načina kojima se dijalekatska geografija služi da predstavi rezultate svojih istraživanja.
Fazi predstavljanja na mapi prethode identifikacija obeležja čija će prisutnost odnosno odsutnost pokazati razlike među dijalektima, prikupljanje podataka, formiranje zaključaka na osnovu prikupljenih podataka i predstavljanje nalaza.
Predstavljanje dijalekata na mapi ima dugu istoriju u lingvistici. Jezik se diferencira interno samim tim što se njegovi govornici udaljavaju jedni od drugih tokom vremena i prostorno. Ove promene za rezultat imaju stvaranje dijalekata. Od mogućih varijacija jezika, regionalna je najviše uočljiva.
Dijalektološki atlas prikazuje određeno jezičko obeležje - lingvističku promenljivu, i njenu geografsku rasprostranjenost. Tu rasprostranjenost sociolingvisti teže povezati sa istorijskim razvojem jezika, kako interno (u lingvističkom smislu), tako i eksterno (u političkom, društvenom i kulturnom smislu).
Dijalekatska geografija nastoji da prikaže geografsko poreklo jezičkih obeležja predstavljenih na mapi. Povlačenjem linije koja se naziva izoglosa na mapi se predstavljaju geografske granice određenog obeležja. Ta linija može razdvajati dva različita izgovora, koji se vizuelno mogu predstaviti različito osenčenim ili obojenim površinama. Granica ne mora uvek biti jasna, to jest, nekada se jezička obeležja mogu preklapati.
Često kada su granice različitih jezičkih obeležja predstavljene na mapi, izoglose pokazuju značajan stepen ukrštenosti. Kada se nekoliko izoglosa tako ukrste, često se kaže da označavaju granicu jednog dijalekta. Nije redak slučaj da se takva granica podudara sa nekim političkim ili geografskim faktorom (na primer, rekom ili planinom). Izoglosa može, takođe, pokazati dalje širenje jezičkog obeležja sa jednog mesta na susedno. Neko područje može pokazati otpor i ne mora podleći uticajima jedne ili više susednih oblasti.
Među najpoznatijim evropskim izoglosama je Lepeza Rajne (engl. the Rhenish Fan) koja prikazuje jezička obeležja karakteristična za niskonemačke dijalekte (engl. Low German) na severu do obeležja tipičnih za visokonemačke dijalekte (engl. High German) na jugu. Prikaz obuhvata rezultate pregermanskih okluziva *p,* t, *k. Dok su na severu ostali okluzivi , u visokonemačkim dijalektima su postali frikativi , tako davajući varijante ΄engl. that΄  i ; ΄engl. I΄  i . U Nemačkoj se izoglose ovih obeležja kreću severno od Berlina u pravcu istoka i zapada sve do reke Rajne, kada dolazi do formiranja ΄lepeze΄. Izoglose se podudaraju sa nekadašnjim crkvenim i političkim granicama. Promena okluziva u frikative se preko Rajne proširila na sever, delom zahvaljujući postojećim političkim i crkvenim granicama. Ova teritorija se ponekad naziva tranzitna oblast (u ovom slučaju, između regionalnih i dijalekata standardnog nemačkog jezika).
Dijalektološki atlas ima prednosti u odnosu na druge modele prikazivanja jezičke distribucije. Nekada tradicionalni model porodično stablo ne može da objasni rasprostranjenost obeležja koja se međusobno razlikuju, a nalaze se na istom geografskom području.

## Literatura
- Ronald Wardhaugh, An Introduction to Sociolinguistics

## Napomene
- Prva verzija članka je preuzeta iz seminarskog rada Marije Blašković iz predmeta sociolingvistika kod prof. Jelene Filipović na Filološkom fakultetu Univerziteta u Beogradu. Sadržaj je dostupan pod uslovima Licence za slobodnu dokumentaciju GNU-a, a odobrenje se može naći na stranama grupe Sociolingvistika.